# Ассоциация интеллектуальных игр Республики Молдова
Ассоциация интеллектуальных игр Республики Молдова (рум. Asociatia de jocuri intelectuale din Republica Moldova, IQ Games) — некоммерческая организация Республики Молдова, занимающаяся проведением интеллектуальных игр и образовательными проектами. Основные направления деятельности Ассоциации: неформальное образование, инклюзия и волонтёрство. Зарегистрирована 21 октября 2013 года. Ассоциация сотрудничает с государственными учреждениями и международными организациями, реализуя образовательные и социальные проекты. С момента основания организации число бенефициаров превысило 300 000, включая лиц с особыми образовательными потребностями.

## История
В 2007 году группа энтузиастов организовала квесты на автомобилях, ставшие в дальнейшем основой проекта City Quest. Первая игра прошла 12 мая 2007 года. В январе 2012 года прошла первая интеллектуальная игра в формате паб-квиз на русском языке. Летом этого же года квизы начали проводиться и на румынском языке — так появились проекты «Логика» и EPIQ.
21 октября 2013 года зарегистрирована общественная организация Ассоциация интеллектуальных игр РМ и начали проводиться первые интеллектуальные игры для школьников, появились новые форматы квизов: семейный Family Quiz и тематический — медиаквиз PopKorm. В 2013—2014 годах Ассоциация проводила небольшие турниры по интеллектуальным играм в столичных школах. В мае 2015 года выступила соорганизатором международного фестиваля по интеллектуальным играм «Знатокиада». В 2016 году командой Ассоциации в партнёрстве со знатоком Григорием Алхазовым (обладатель «Хрустальной совы») был разработан и проведён международный синхронный турнир «Букет Молдавии» по спортивной версии игры «Что? Где? Когда?». Все вырученные средства были направлены на организацию и проведение чемпионата Молдовы по спортивному «Что? Где? Когда?» 2016 года. Это позволило сделать участие бесплатным. В течение следующих нескольких лет Ассоциация была соорганизатором этого чемпионата. В этом же году Ассоциация начала разрабатывать концепт собственного чемпионата по интеллектуальным играм республиканского масштаба Sub cușma lui Guguță. Игры проводились на двух языках (румынском и русском), для популяризации знаний истории, культуры и традиций Молдовы.
В 2017 году Ассоциация в партнёрстве с Республиканским детско-юношеским центром ARTICO проводит первый республиканский чемпионат по интеллектуальным играм среди лицеистов. На открытии присутствовал писатель Спиридон Вангели, автор рассказов «Приключения Гугуцэ», предоставивший права на использование названия Sub cușma lui Guguță. За 7 лет количество школьников — участников Чемпионата выросло со 192 до 11794 в 2024 году.
С 2020 года чемпионат проводится при поддержке Министерства образования и исследований Молдовы и Национального агентства по делам молодёжи.
В 2019 году Ассоциация в сотрудничество с UNICEF в Молдове и при поддержке Парламента Молдовы реализует образовательный проект UNIQ среди учащихся Кишинёва, Бельц, Комрата и Унген. Финальное мероприятие прошло 20 ноября и было приурочено к 30-летию подписания конвенции о правах ребёнка. На мероприятии наравне с детьми в интеллектуальной игре участвовали дирижер Адриано Мариан, экс-заместитель премьер-министра Александр Муравский, основатель компании Simpals Дмитрий Волошин, уличный художник Дмитрий Потапов, журналист Елена Пахомова, продюсер Артур Сухих, священник Виталий Шинкарь и другие. С этого проекта начинается сотрудничество с UNICEF.
Во время Пандемии 2020 года организация начала проводить образовательные игры в онлайн-формате. Была разработана методология проведения игр и имплементации проектов, что позволило расширить географию проектов, повысить их доступность и увеличить число участников.
В этом же году при поддержке UNICEF в Молдове Ассоциация разрабатывает Гид по проведению образовательных игр DialogicaГид по проведению образовательных игр Dialogica. www.unicef.org. Дата обращения: 16 февраля 2025., который включает 18 образовательных игр на румынском и русском языках по темам Целей в области устойчивого развития, буллинга, иммунизации, психического здоровья, личной гигиены и здорового образа жизни. С помощью Гида, любой желающий может научиться самостоятельно проводить образовательные игры.
На базе Гида в октябре 2020 года проходит образовательная онлайн-игра, приуроченная к 75-летию Организации Объединенных Наций, в которой участвуют почти 1400 учеников 7-12 классов из 160 учебных заведений Молдовы.
В 2021 году Ассоциация реализует проект ЭкоЛогика Будущего, в котором с помощью интеллектуальных игр побуждает молодёжь к действию. Благодаря геймификации сбора учащиеся 17 учебных заведений АТО Гагаузия собрали более 51 тонны макулатуры. На вырученные средства закуплено свыше 1500 саженцев и организован субботник по озеленению школьных дворов, районных парков и скверов.
С 2022 года организация разрабатывает интеллектуальные и образовательные игры, адаптированные для детей с особыми образовательными потребностями (ООП), которые улучшают процесс их социализации. В дальнейшем социальная инклюзия становится дополнительным приоритетом организации. В декабре 2024 года Ассоциация получила статус организации общественной пользы (СОП). Это «особый статус», означающий признание государством общественной полезности работы Ассоциации.
Ассоциация организует тимбилдинги и корпоративные мероприятия, проводит коммуникационные кампании, тренинги и конференции, разрабатывает и реализует общественные проекты, содействуя в развитии социальной ответственности бизнесаМероприятия. iqgames.md. Дата обращения: 16 февраля 2025.. По договору с местными органами власти организация проводит чемпионаты по интеллектуальным играм.

## Проекты
Ассоциация реализует проекты по трём основным направлениям: неформальное образование, инклюзия, молодёжь и волонтёрство. Программа проектов строится на инструментах геймификации и праксеологии. Особое внимание уделяется интеграции уязвимых групп, включая национальные меньшинства.
- Проект Sub cușma lui Guguță включает ежегодный Национальный чемпионат по интеллектуальным играм среди школьников Молдовы и мероприятия, направленные на укрепление навыков учителей, Ученических советов и молодежных организаций для повышения качества неформального образования. В 2024 году в чемпионате приняли участие 11 794 школьников из 34 регионов Молдовы[4][17]. Проект проходит при поддержке Национального агентства молодёжи и Министерства образования и исследований Республики Молдова.
- В рамках ежегодного научно-практического конкурса школьных исследований Baștina mea школьники и учителя исследуют исторические и культурные объекты Молдовы и пишут о них статьи для Википедии. В 2024 году в нём участвовали 250 старшеклассников и 50 педагогов. За несколько месяцев исследований было создано 35 страниц на Википедии[18][19][20][21]. Конкурс проводится с 2023 года при поддержке Примэрии Кишинёва и Главного управления образования, молодёжи и спорта..
- ЭкоЛогика Будущего — проект, цель которого приобщить молодёжь к активным действиям для решения проблем экологии, энергоэффективности и утилизации отходов[22][23]. Это первый проект, в котором Ассоциации побуждала молодёжь к действию через интеллектуальные игры. Он стартовал в АТО Гагаузия осенью 2020 года и предусматривал два направления: чемпионат по интеллектуальным играм среди гимназистов на тему экологии и конкурс по сбору макулатуры. Проект финансировали Европейский союз и GIZ.

DIALOGICA — зонтичный проект, который включает образовательные игры в школах на социально значимые темы.
- DIALOGICA: Инклюзивность в действии (рум. DIALOGICA: Incluziunea în acțiune) — проект, направленный на обучение и вовлечение молодежи в продвижение инклюзивности, волонтёрства, гражданской активности и здорового образа жизни[24]. Его основная цель — повышение уровня социальной интеграции детей с особыми образовательными потребностями (ООП)[25].

С мая по июль 2024 в рамках проекта были организованы инклюзивные городские мероприятия Family Quest, мотивационные сессии и практические тренинги для молодых волонтеров, встречи для родителей детей с ООП.
- Проект Честное будущее (рум. Viitor Cinstit) включает в себя интерактивные школьные уроки, флешмобы, акции и образовательные игры, направленные на снижение терпимости к коррупции у молодёжи. Программа проводилась в Новоаненском районе — в частности, в гимназии села Флорень и детском лагере Viișoara, где появился мурал о мире без коррупции. Проект реализован в 2023 году при партнёрстве GIZ Moldova и финансировался Европейским союзом в Республике Молдова совместно с BMZ. Об этом проекте[28][29][30].
- Проект Знаю за что голосую! (рум. Știu pentru ce Votez!) проводился в 2024 году при подготовке к президентским выборам и референдуму 20 октября 2024 года о вступлении в Европейский Союз. В рамках проекта были разработаны и проведены интерактивные уроки для лицеистов, школьники участвовали в конкурсе креативности, где им предложили написать эссе, создать рисунок или снять видеоролик о важности участия в общественно-политической жизни страны. Во всех университетах и студенческих общежитиях Молдовы прошла информационная кампания, в которой приняли участие более 37 586 студентов. Параллельно проводились турниры по образовательным играм среди школьников и студентов, чтобы повысить их интерес к участию в референдуме. Проект проводился при финансовой поддержке Швеции, участии Фонда «Восточная Европа» и Министерства образования и исследований Республики Молдова[31].